# Victor Diaz Lamich

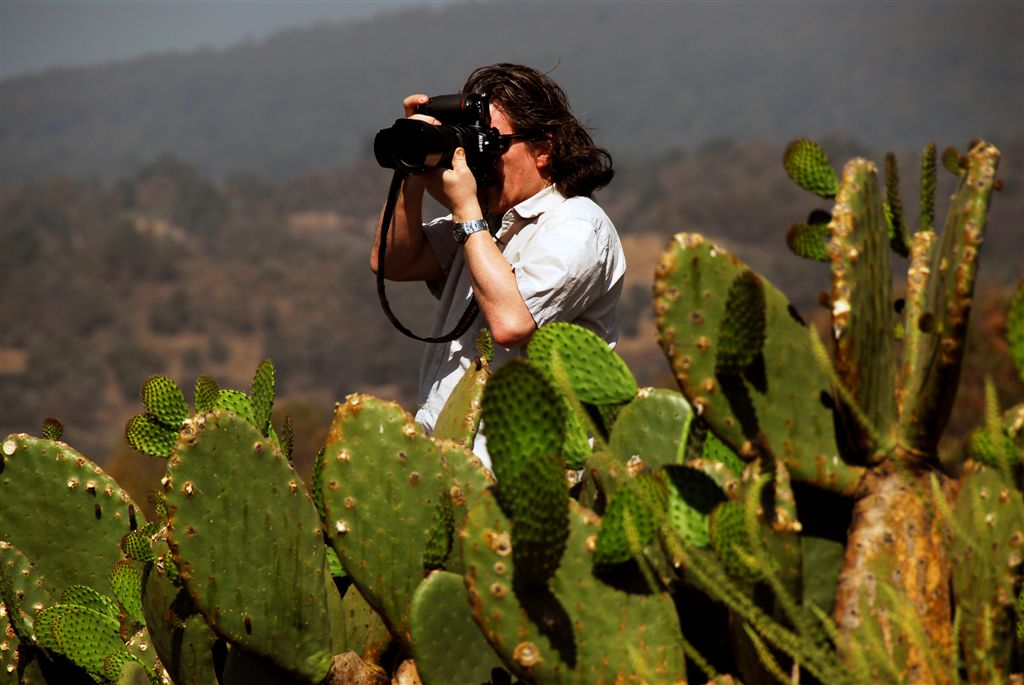
Victor Diaz Lamich au Mexique

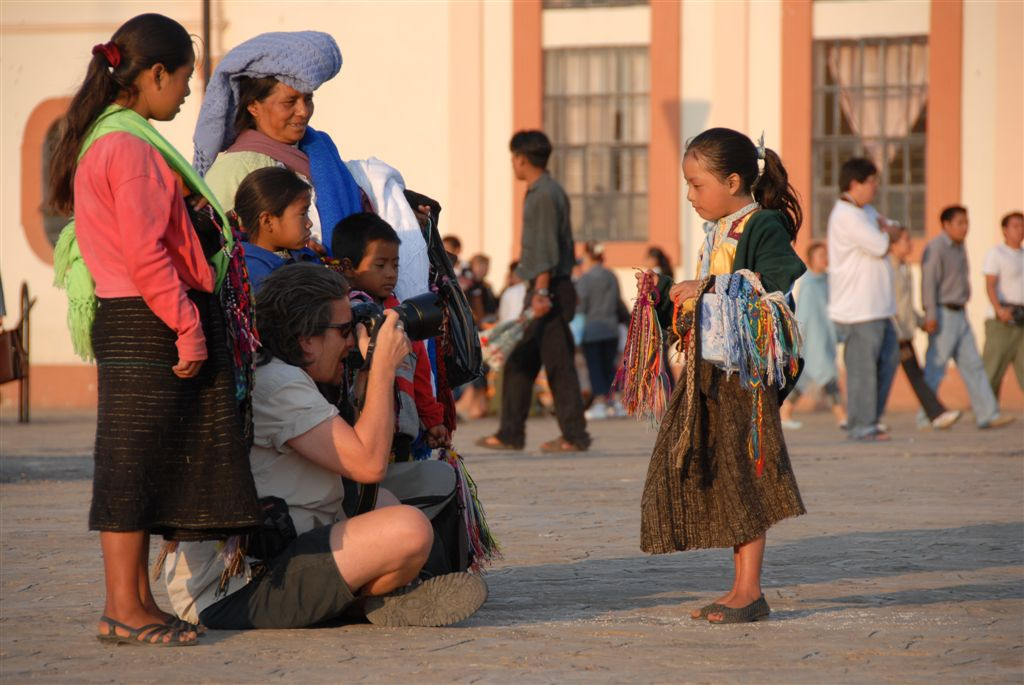
Victor Diaz Lamich à San Cristóbal de las Casas au Chiapas pour Les Plus Belles Villes coloniales du Mexique.

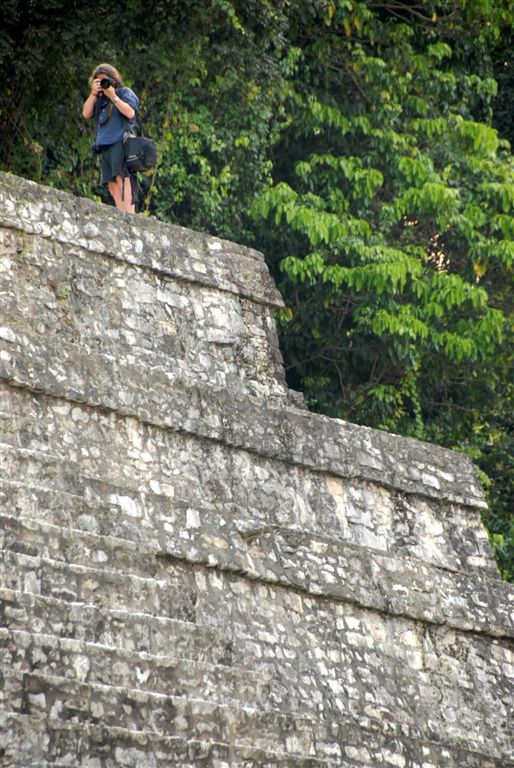
Victor Diaz Lamich au Mexique

Victor Diaz Lamich (né en 1966) est un photographe professionnel québécois d'origine chilienne.

## Biographie
Né en 1966, dans la région viticole et agricole de Buin au sud de la capitale chilienne de Santiago, Victor Alejandro Diaz Lamich mène une enfance paisible qui est brutalement interrompue par le coup d’État de 1973 du dictateur Augusto Pinochet. Commence alors sa vie d’exil, faite de déracinement et d’altérité. Sa famille s’installe au Québec, Victor y devient québécois.
Il sillonne le Canada et les États-Unis, mais c’est la redécouverte de sa terre natale « ce nouveau Chili post-dictature » où il renoue avec ses origines et sa culture qui lui permet enfin de comprendre la singularité de son itinéraire. 
Dès lors, son existence est constituée de voyages. Son travail en chimie environnementale lui fait parcourir les pays d'Amérique du Sud, consacrant toutes ses énergies aux grands problèmes écologiques. Partout, un appareil photographique l’accompagne, bientôt la photographie devient son unique passion.

## Formation
Victor Diaz Lamich travaille en chimie environnementale voué à la protection de l’environnement. Cette carrière lui fait connaître des endroits et des gens qui travaillent dans les milieux les plus divers, dans différents pays, jusqu’au jour où il s'aperçoit que la caméra le passionne davantage.
Il fut assistant de l'illustre photographe torontois Peter Christopher, et exécuta de nombreuses missions en tant que photographe pour des compagnies chiliennes œuvrant dans le domaine de l'architecture, dans le sport et dans le domaine minier. 
Sa carrière professionnelle prend son envol en tant que pigiste au réputé magazine culturel Voir de Montréal et collabore ensuite avec plusieurs magazines québécois ainsi qu'avec l'agence de presse La Presse Canadienne. Il décroche enfin le convoité et prestigieux titre de photographe officiel au Festival international de jazz de Montréal, Francos de Montréal et Montréal en Lumière chez Spectra depuis 2003.
Il publie son premier livre en octobre 2005 : Inde, sur la route des Jeunes musiciens du monde aux Éditions Sylvain Harvey. Karina Marceau (Les Productions du 5e Monde) signera les textes et André Durocher (Syclone) en assurera la direction artistique. Cette publication deviendra le plus important outil de financement des écoles de musique de Jeunes musiciens du monde car tous les profits (75 % du prix de détail) ont été versés à l'organisation.
Il publie un second livre chez le même éditeur en novembre 2007 intitulé Un passé plus que parfait, racontant la formidable histoire de la ville de Québec à travers la singulière histoire de l'Auberge Saint-Antoine, aujourd'hui sacré meilleur hôtel au Canada.
Il participe au livre souvenir du Festival International de Jazz de Montréal sorti en 2008 à l'occasion du 30e anniversaire du Festival.
Aujourd’hui, Victor Diaz Lamich travaille à l'élaboration d'une série de livres photos sur différents thèmes au Mexique et en République dominicaine.

## Travail actuel
Victor Diaz Lamich développe actuellement une série d'expositions de ses œuvres photographiques intitulée "Alu See Nations" qui consiste en une série de saisissantes images du bout du monde grands formats - Inde, Chili, Mexique, Patagonie Argentine, Brésil, Bolivie, République Dominicaine, Cuba, Costa Rica, Catalogne, etc - cette fois imprimées sur métal. 
Il est toujours photographe officiel du Festival International de Jazz de Montréal, des FrancoFolies ainsi qu'au Montréal en Lumière.
De plus, il donne de son temps à de jeunes photographes, journalistes, étudiants en arts ou communications, à des amis curieux ou passionnés de photographie comme de voyage.

## Travail artistique et projets
- Photographe officiel de Michelle Bachelet,Secrétaire général adjointe d l’ONU Femmes, lors de sa visite au Canada en octobre 2010
- Livre photo Inde, sur la route des jeunes musiciens du monde, Éditions Sylvain Harvey[1].
- Livre sur La République Dominicaine, Éditions Sylvain Harvey, photographe officiel.
- Série de 5 livres photo sur le Mexique, Éditions Sylvain Harvey, photographe officiel.
- Photographe officiel du Festival international de jazz de Montréal.
- Photographe officiel des FrancoFolies de Montréal.
- Photographe officiel du Festival Montréal en lumière.
- Photographe pigiste à la Presse canadienne.
- Photographe du Project Management Institute International[2].
- Couverture d'album pour le chanteur français M, sous étiquette EMI.
- Couverture d'album pour le chanteur québécois Thomas Hellman, sous étiquette Justin Time.
- Couverture d'album pour le chanteur québécois Sébastien Lacombe, sous étiquette Atlantis records.
- Couverture d'album single pour le chanteur québécois Pierre Lapointe (Noël sans pluie, bénéfice pour Jeunes musiciens du monde).
- Couverture du DVD single pour l'humoriste québécois Louis-José Houde.
- Poster promotionnel pour la chanteuse québécoise Ariane Moffatt, sous étiquette Audiogram.
- Plusieurs séances photographiques avec des artistes internationaux tels Sophia Loren, Konstantinos Costa-Gavras, Billy Bob Thornton, Laetitia Casta, Margaret Atwood, Ray Charles, Henri Salvador, Ibrahim Ferrer, Carolina Herrera, Paul Anka, Corneille, Lara Fabian, etc.
- Plusieurs séances photographiques de castings de différents comédiens québécois.
- Photographe officiel du magazine Voir Montréal(2002)
- Photographe du Grand prix de guitare de Montréal.
- Photographe des Grandes Mascarades de Montréal.

## Expositions
- Exposition « Contrastes d'Atacama  » (désert au Nord du Chili) dans le cadre du Festival Montréal en Lumière édition 2008
- Exposition « Pour le droit de vivre en Paix » au Festival Victor Jara de Montréal.
- Exposition « Inde, sur la route des Jeunes musiciens du Monde ». 40 formats géants : images du chemin qui mène à l’école de musique. Mumbai, Goa, Darwad, Hubli, Kalkeri.

## Galerie

### Artistes

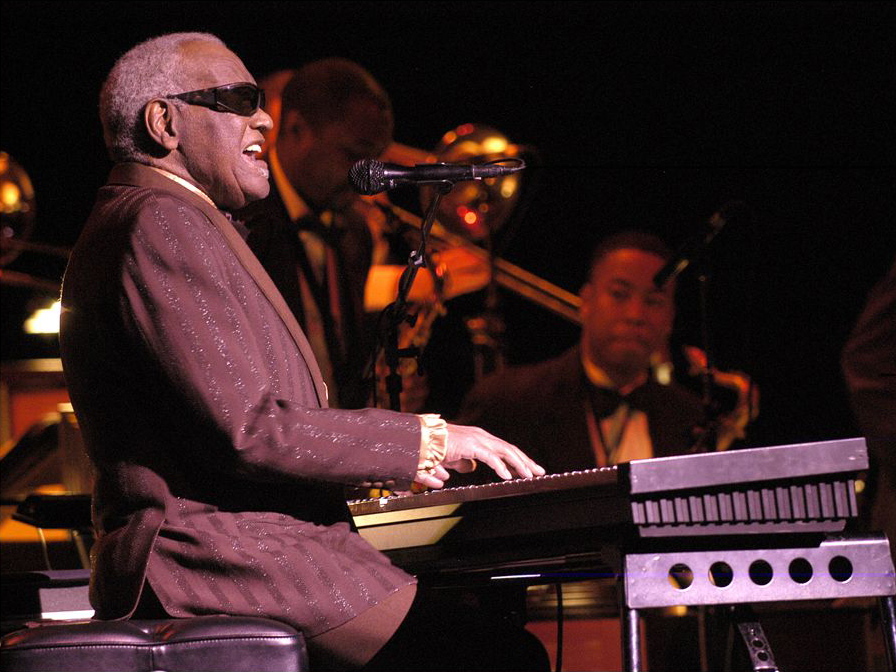
Ray Charles
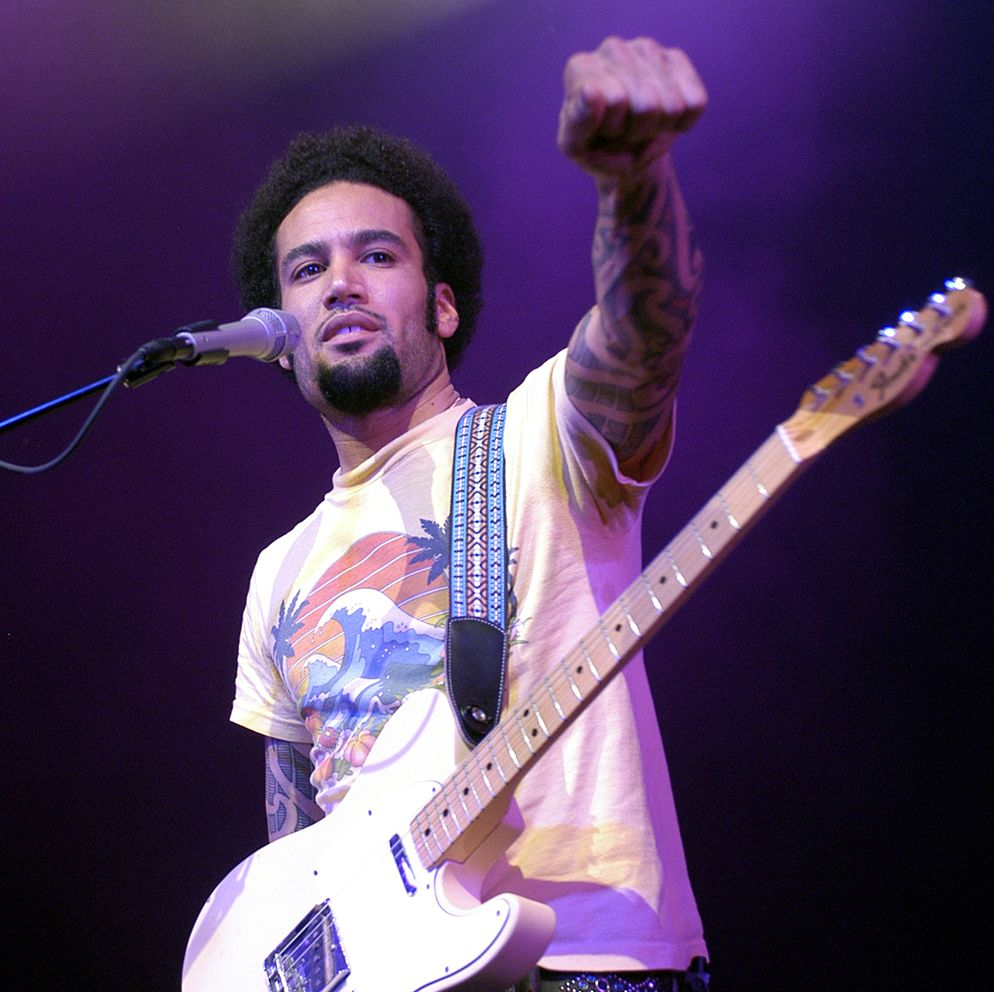
Ben Harper
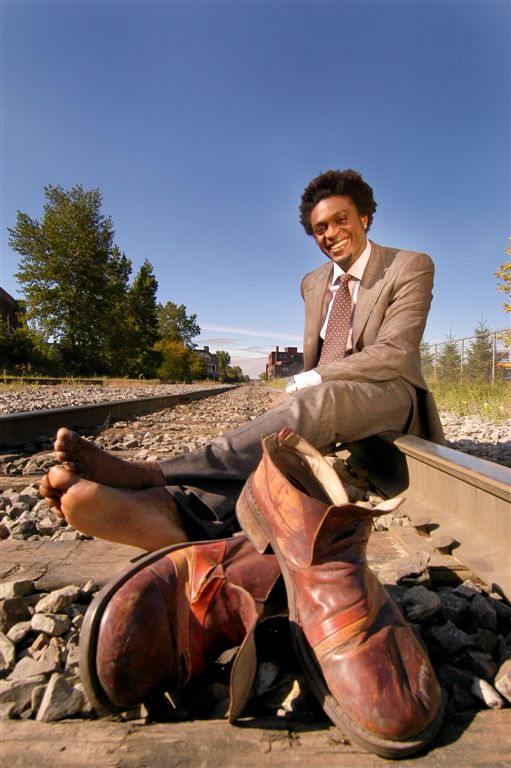
Corneille
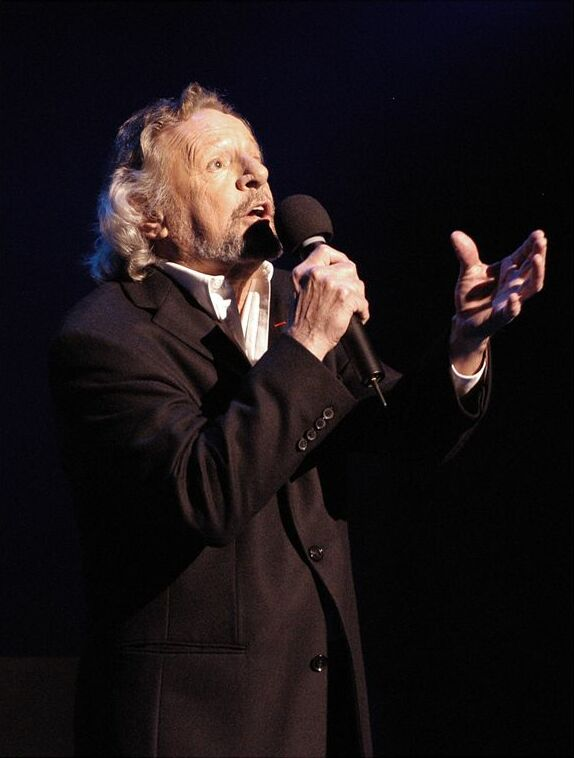
Claude Léveillée
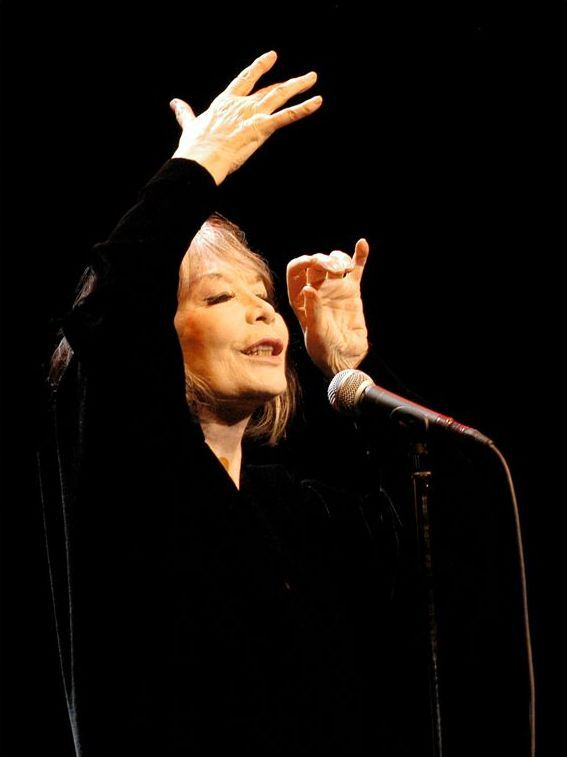
Juliette Greco
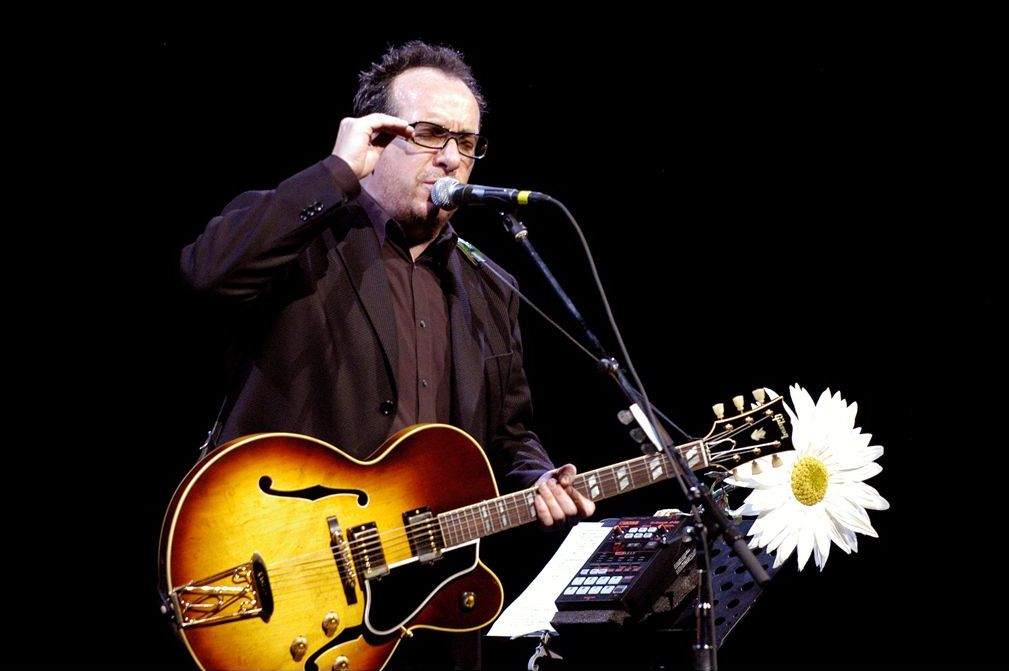
Elvis Costello
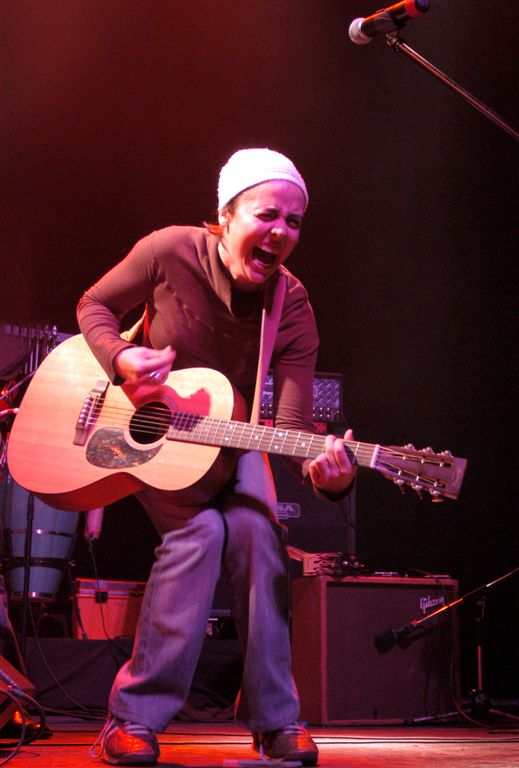
Ariane Moffatt
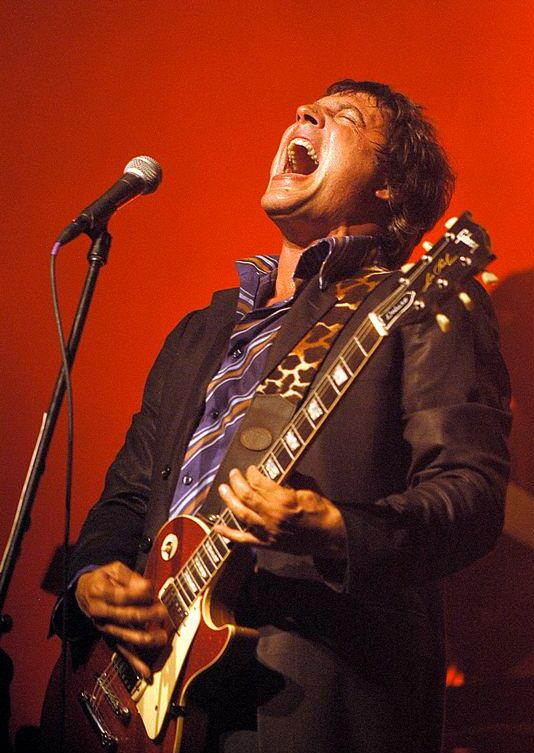
Jean Leloup
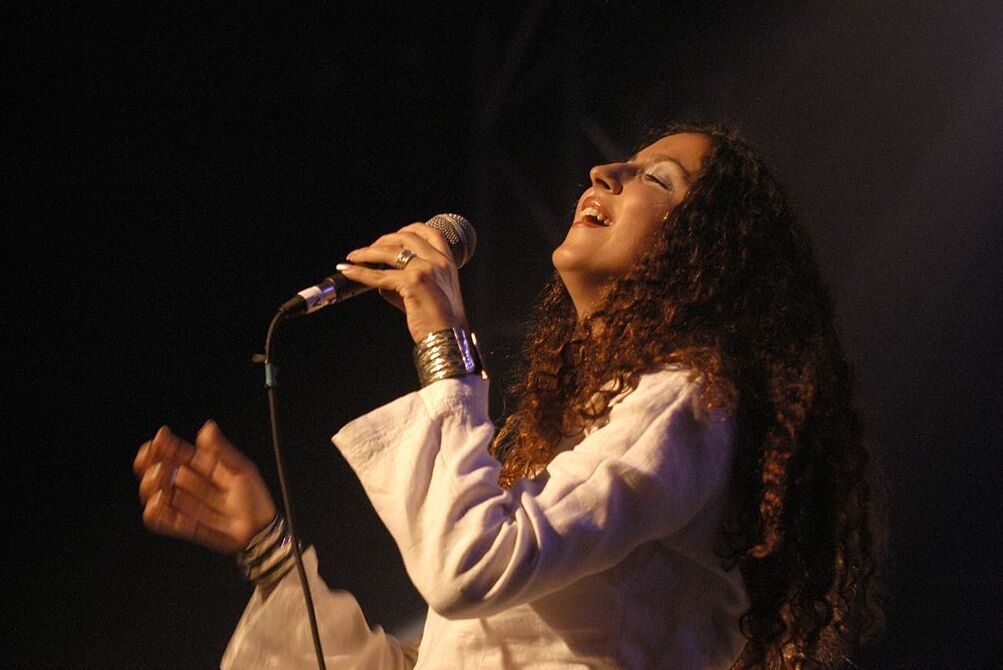
Lynda Thalie
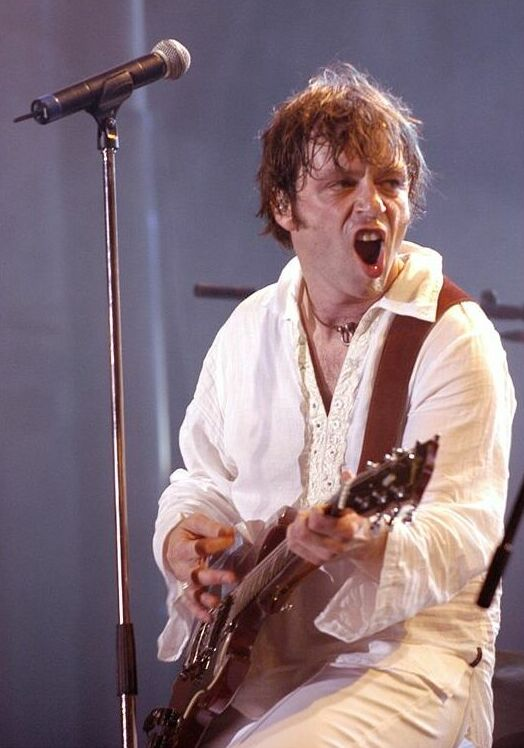
Daniel Boucher
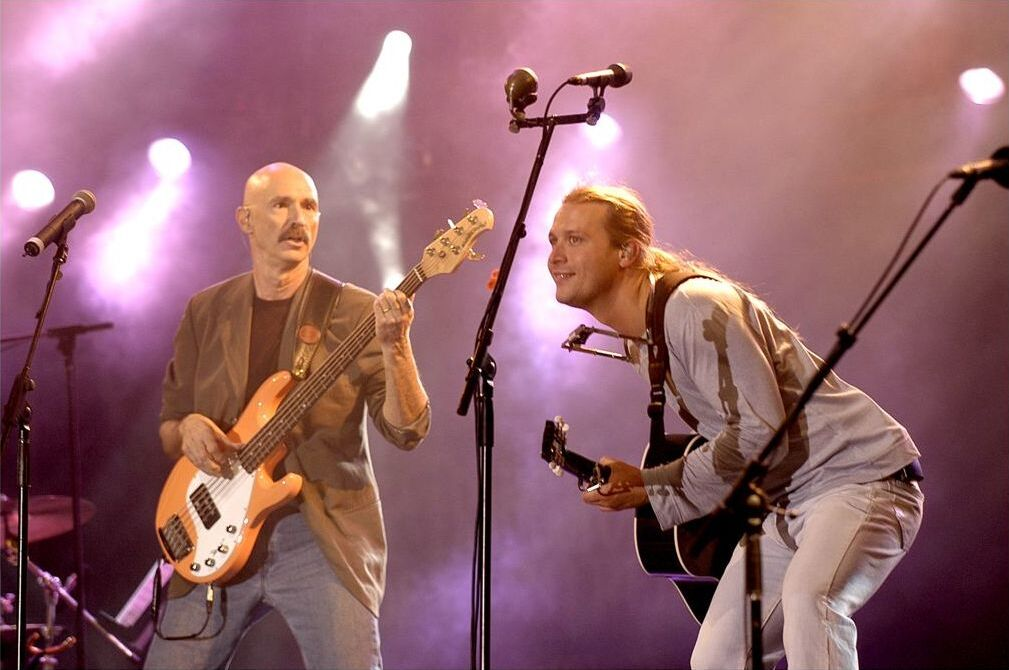
Tony Levin et Kevin Parent
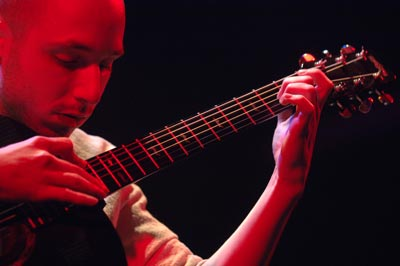
Erik Mongrain
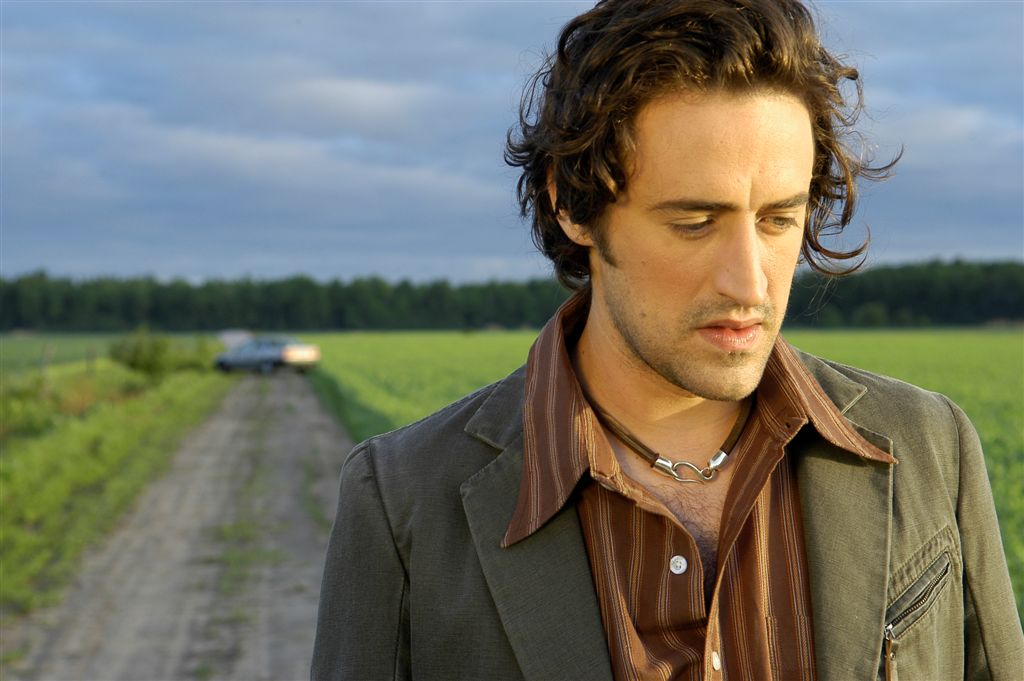
Sébastien Lacombe
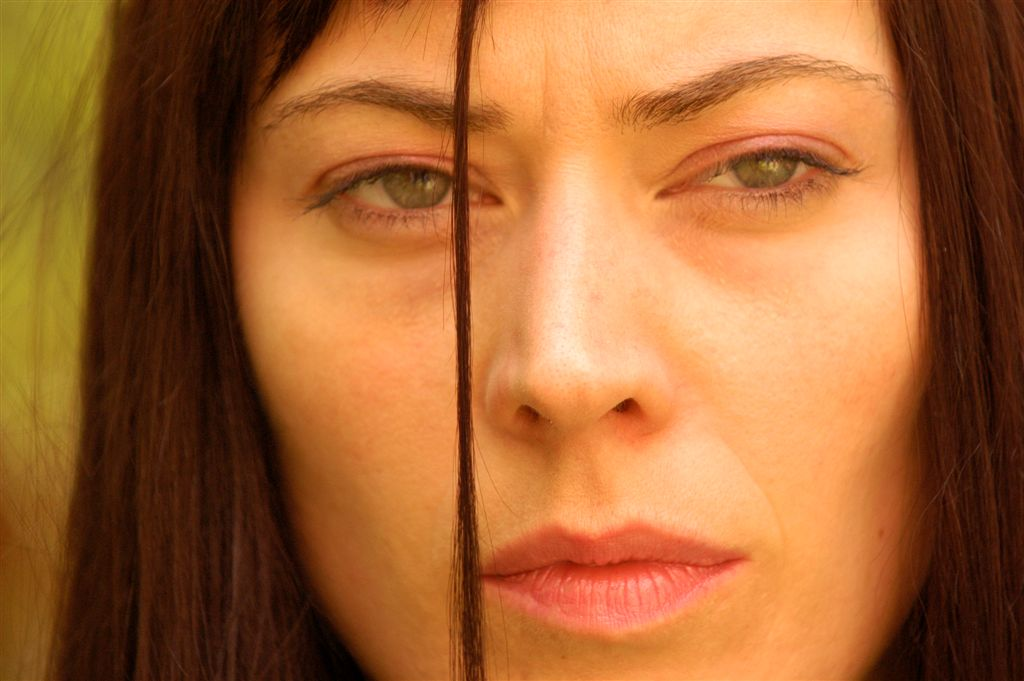
Elyzabeth Diaga

### Paysages et portraits

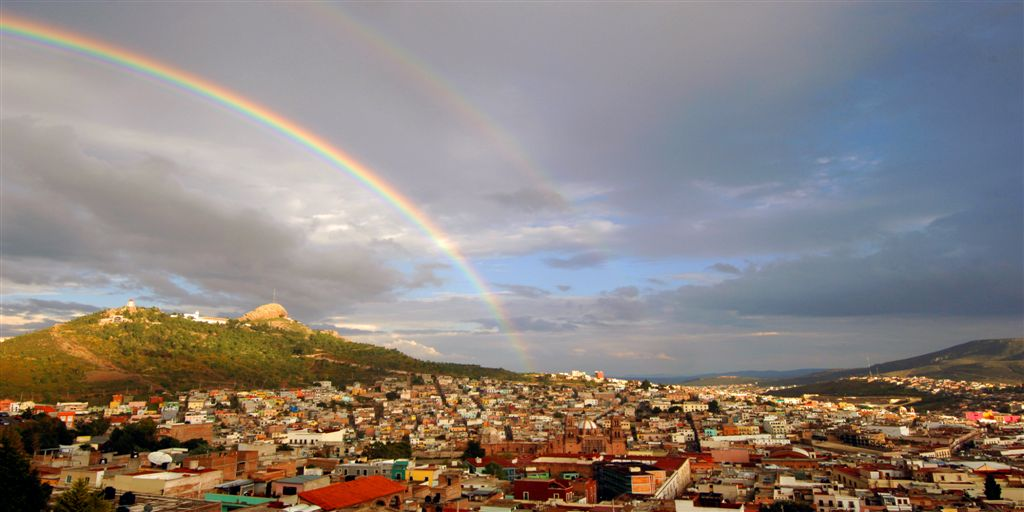
Livre Les plus belles villes coloniales du Mexique
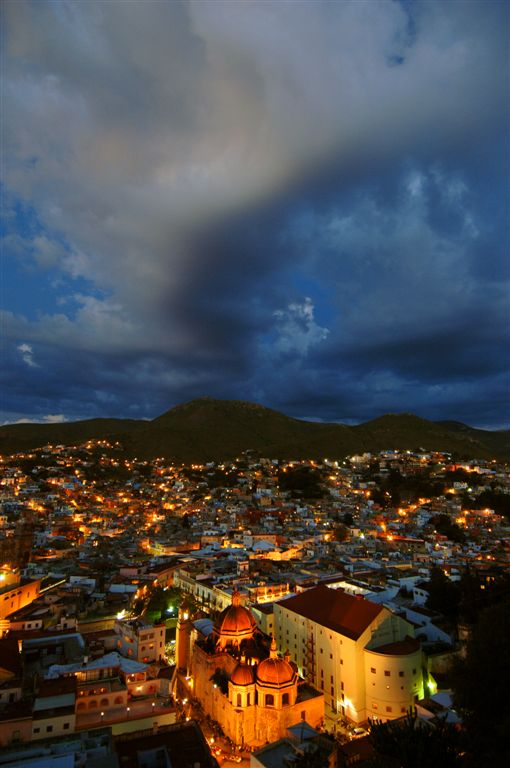
Livre Les plus belles villes coloniales du Mexique
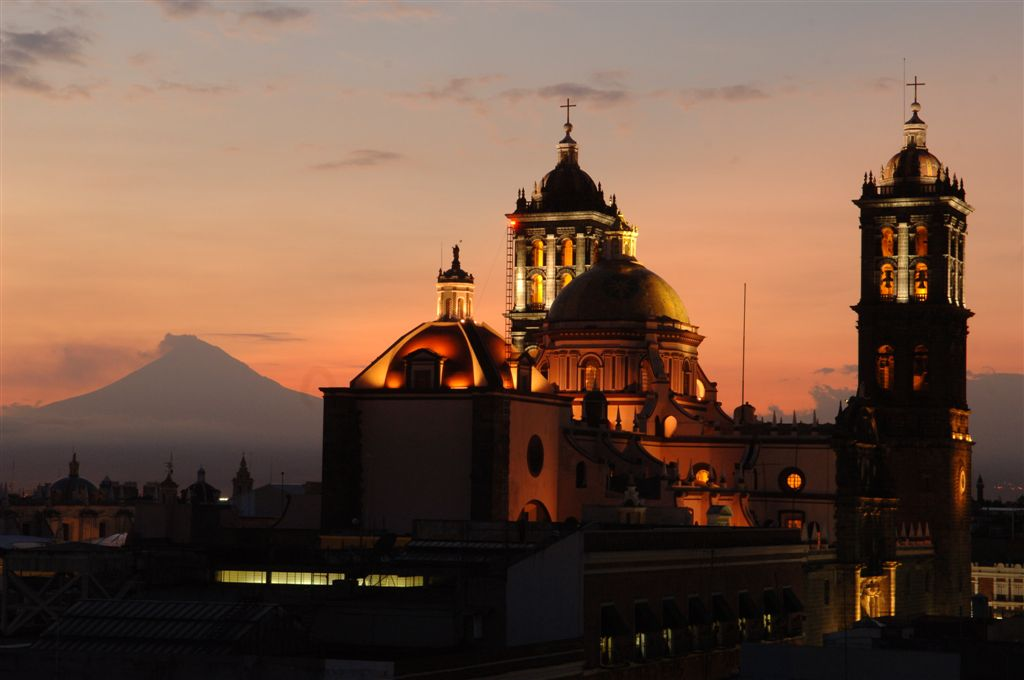
Livre Les plus belles villes coloniales du Mexique
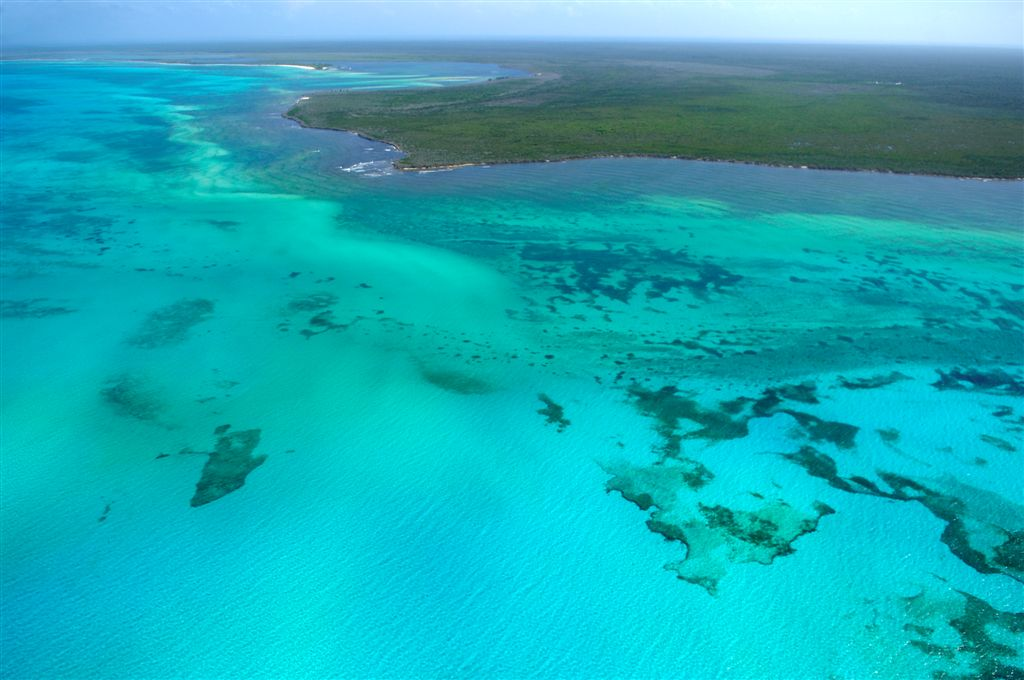
Livre Les plus belles plages du Mexique
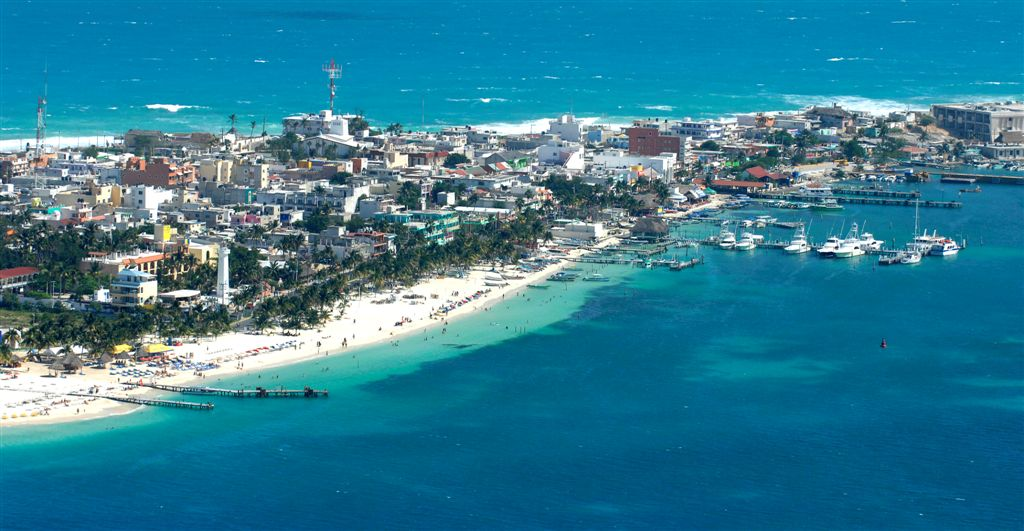
Livre Les plus belles plages du Mexique
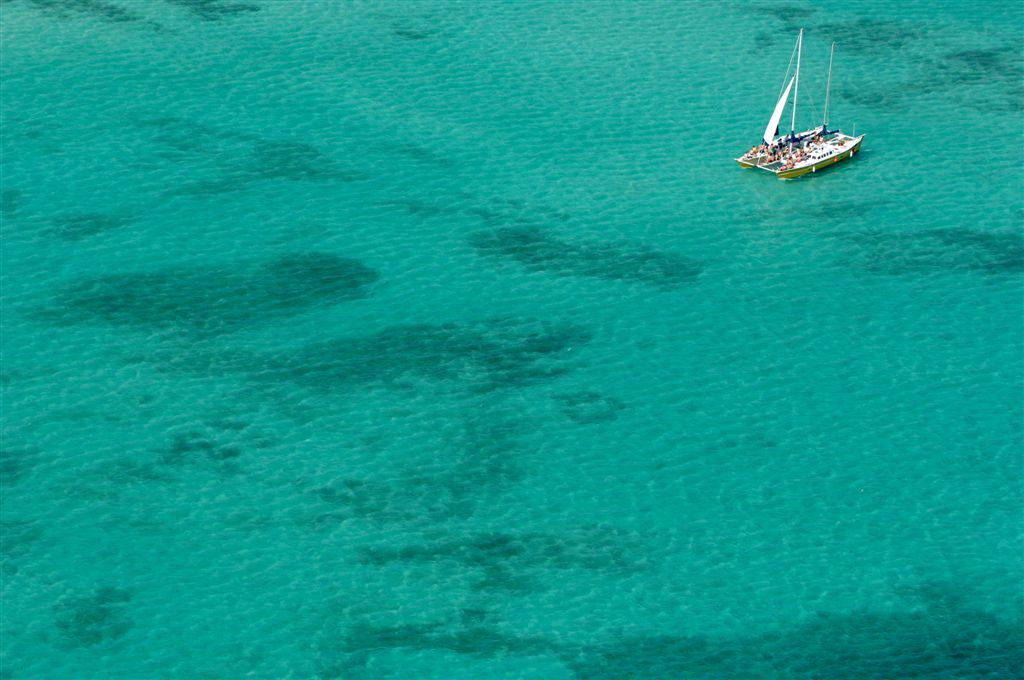
Livre Les plus belles plages du Mexique
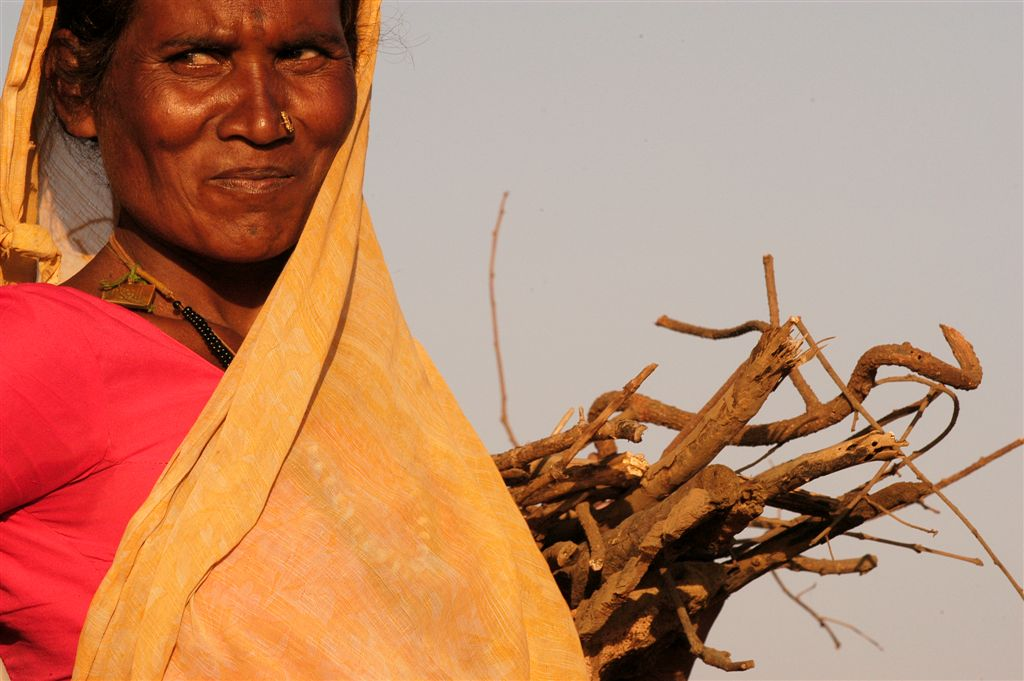
Couverture du livre Inde, sur la route des Jeunes musiciens du monde
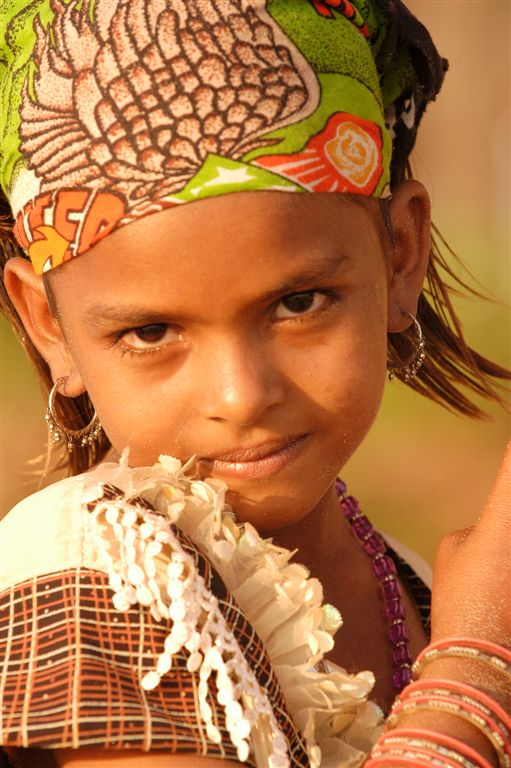
Couverture du livre Inde, sur la route des Jeunes musiciens du monde
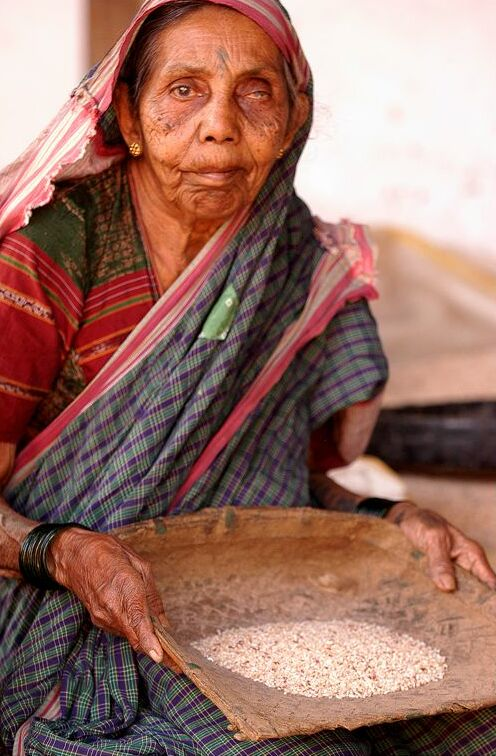
Book Inde, sur la route des Jeunes musiciens du monde
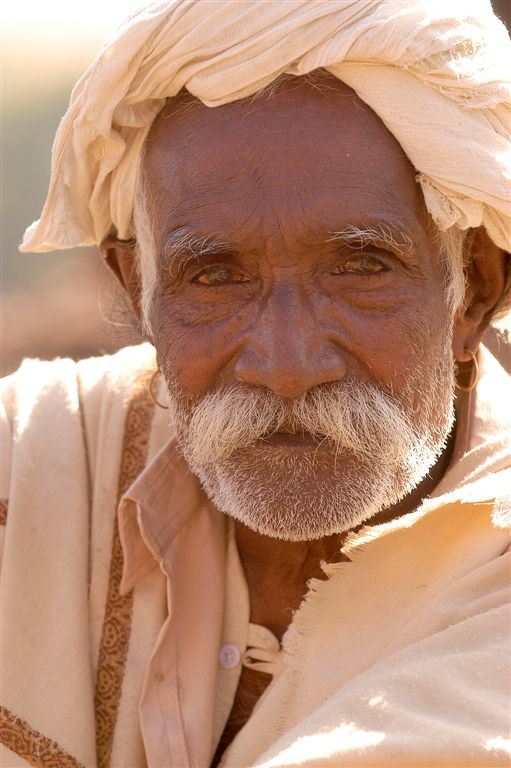
Book Inde, sur la route des Jeunes musiciens du monde
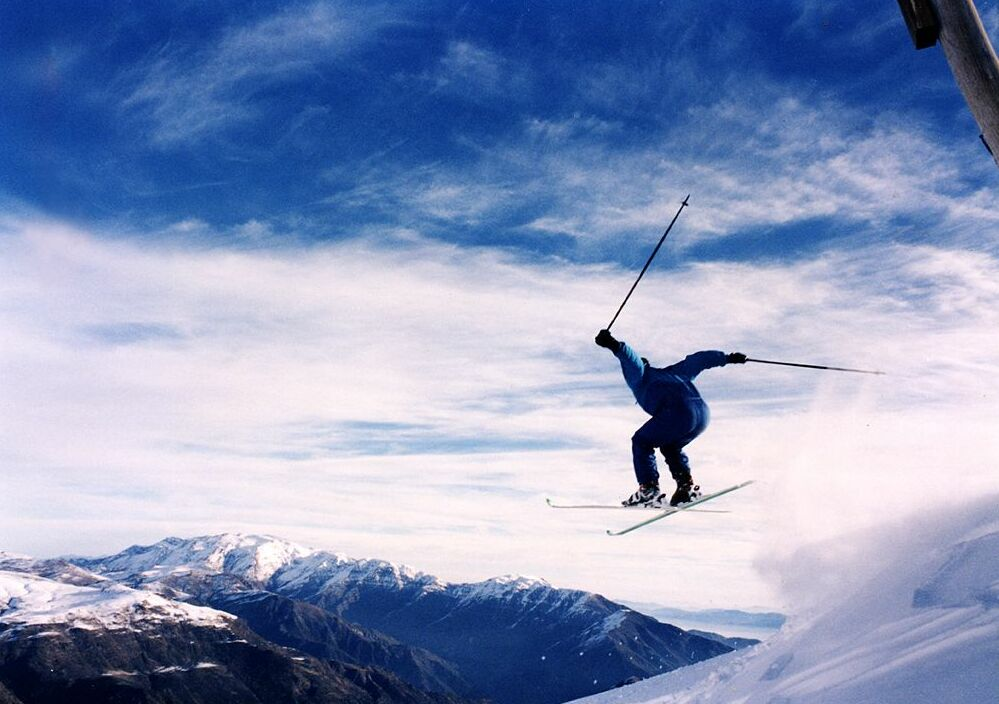
Andes skiing
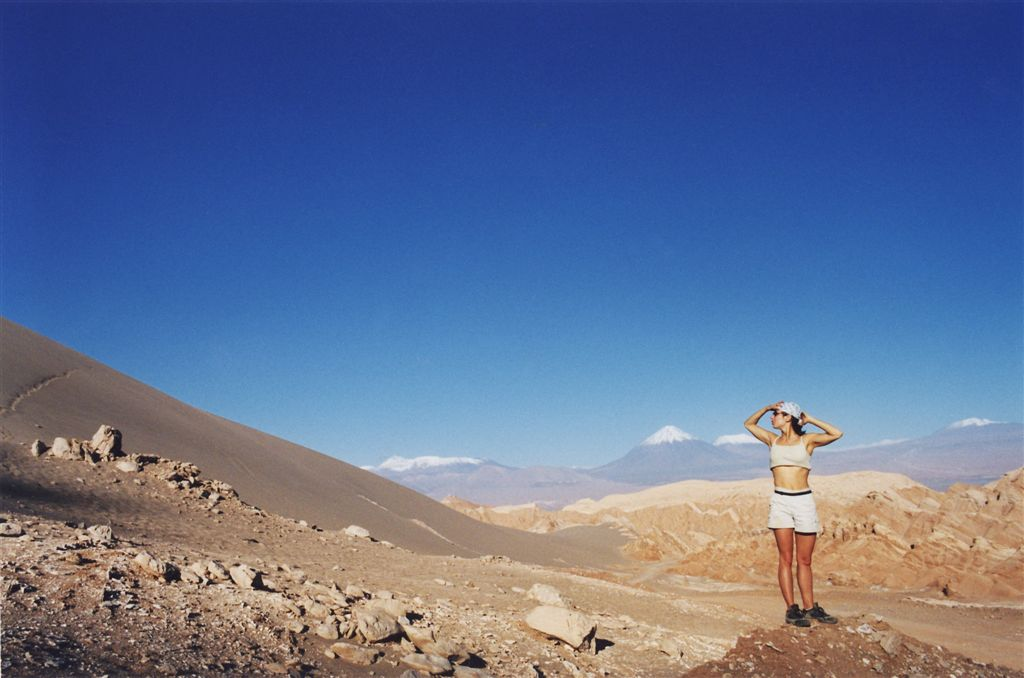
Atacama landscape